# تساوي التباين

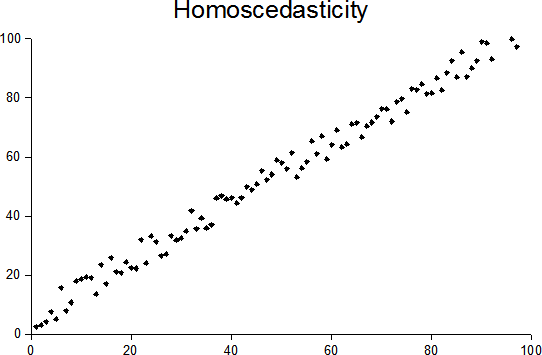
رسم مبياني لبيانات عشوائية تحقق أخطاء نمذجتها وفق الانحدار الخطي تجانس التباين

تساوي التباين أو تجانس التباين (بالإنجليزية: Homoscedasticity)‏ هو خاصية متتالية أو متجهة متغيرات عشوائية، يكون فيها لكل المتغيرات العشوائية نفس التباين.
الخاصية المعاكسة هي اختلاف التباين (بالإنجليزية: Heteroscedasticity)‏.
هي من أهم الفرضيات الأساسية لنموذج الانحدار الخطي، الذي يفترض تجانس تباين الأخطاء العشوائية الناتجة عن نموذج الانحدار. Var[εi]=σ2 ∀i

## التعريف
يعني تحقق تجانس التباين أن كل مستوى من مستويات المتغير المستقل أو مستويات المعالجة يجب أن يؤثر على كل فرد من أفراد العينة بنفس الطريقة، وهذا سوف لا يؤدي إلى تغيير التباين داخل المجموعة نفسها، فإذا كان لدينا أربع مجموعات نجري عليها دراسة تجريبية فإنه يجب أن يكون التباين بين أفراد المجموعة الأولى = التباين بين أفراد المجموعة الثانية = الخ. ويسمى هذا التباين تباين الخطأ أي التباين بين أفراد المجموعة الواحدة الذي يرجع إلى الصدفة الناشئة عن الاختيار العشوائي لأفراد العينة، وهذا النوع من تباين الخطأيهتم بدراسة الفروق بين أفراد المجموعة الواحدة التباين داخل المجموعات، وليس له أي علاقة بالفروق في المعالجة بين المجموعات الذي يسمى التباين بين المجموعات الذي يعود إلى أثر إجراء المعالجة على تلك المجموعات بعد تعريض كل مجموعة لمستوى مختلف من مستويات المتغير المستقل عن بقية المجموعات الأخرى.

## أهميته
عند المقارنة بين المجموعات فإنه يكون من الصعب إجراء هذه المقارنة عندما تكون المجموعات قبل إجراء التجربة مختلفة اختلافا كبيرا متطرفا، حيث أنه لا منطق من المقارنة بين أفراد متطرفين في متغير كالذكاء مثلا كأن نقارن بين العباقرة والمعتوهين، وإنما لا بد أن يكون هناك تقارب في مستويات المتغيرات بين المجموعات قبل أن ندرس أثر أي مستوى من مستويات المعالجة على تلك المجموعات.